# Новиков Іван Васильович
Іван Васильович Новиков (1904, місто Луганськ, тепер Луганської області — ?) — український радянський партійний діяч, 2-й секретар Сталінського обкому КП(б)У. Член Ревізійної Комісії КП(б)У в червні 1938 — травні 1940 р.

## Біографія
Народився в родині робітника Луганського паровозобудівного заводу. У 1916 році закінчив чотири класи початкової школи у місті Луганську. У березні 1917 — квітні 1919 року — учень стругальника Луганського паровозобудівного заводу. У квітні — грудні 1919 року — безробітний в Луганську. Член комсомолу з 1919 року.
У грудні 1919 — лютому 1921 року — підручний слюсаря збройної майстерні 14-ї стрілецької дивізії РСЧА. У лютому 1921 — жовтні 1922 року — слухач 5-х піхотних командних курсів РСЧА в місті Старий Петергоф Петроградської губернії.
У жовтні 1922 — липні 1924 року — економічний працівник комсомолу (ЛКСМУ) Луганського паровозобудівного заводу.
Член РКП(б) з грудня 1923 року.
У липні 1924 — червні 1925 року — секретар Кам'янобрідського районного комітету ЛКСМУ міста Луганська. У червні 1925 — квітні 1927 року — стругальник Луганського паровозобудівного заводу.
У квітні 1927 — вересні 1929 року — голова Луганського окружного відділу спілки комунальних робітників. У вересні 1929 — травні 1931 року — завідувач організаційного відділу партійного комітету КП(б)У Луганського паровозобудівного заводу імені Жовтневої революції. У травні 1931 — серпні 1932 року — інструктор Луганського міського комітету КП(б)У.
У серпні 1932 — серпні 1934 року — завідувач агітаційно-масового відділу партійного комітету КП(б)У тресту «Луганськбуд». У серпні 1934 — квітні 1937 року — заступник секретаря партійного комітету КП(б)У Луганського (Ворошиловградського) паровозобудівного заводу імені Жовтневої революції. У квітні — жовтні 1937 року — секретар завкому КП(б)У Ворошиловградського патронного заводу № 60.
У жовтні 1937 — травні 1938 року — 1-й секретар Климовського районного комітету КП(б)У міста Ворошиловграда.
У травні — червні 1938 року — завідувач радянсько-торгового відділу Донецького обласного комітету КП(б)У.
У червні 1938 — січні 1939 року — 2-й секретар Сталінського обласного комітету КП(б)У. З січня 1939 року — у розпорядженні Сталінського обласного комітету КП(б)У.
У вересні 1943 року виключений із членів ВКП(б) «як вибулий». Подальша доля — невідома. 